# Großfurra
Großfurra ist ein Dorf im Kyffhäuserkreis in Thüringen und Ortsteil der Stadt Sondershausen.
Am 31. Dezember 1997 wurde die ehemals selbständige Gemeinde aufgelöst und in die Stadt Sondershausen eingegliedert.

## Geografische Lage
Großfurra liegt südlich des Harzes und westlich des Kyffhäusergebirges. In einem Tal zwischen den Gebirgszügen Windleite und Hainleite, welches der Fluss Wipper in östlicher Richtung durchfließt. Fünf Kilometer östlich von Großfurra liegt Sondershausen, die Kreisstadt des Kyffhäuserkreises.

### Nachbarorte
| Kleinfurra                 |                                             |               |
| Wernrode Hopperode Wüstung | Kompassrose, die auf Nachbargemeinden zeigt |               |
|                            |                                             | Sondershausen |

## Geschichte
Am Rand der Hainleite befand sich dicht südwestlich des Dorfes Großfurra auf dem Heiligen Berg  eine Wallanlage. Sie diente der Kontrolle und Sicherung des Wipperübergangs. Vom Berg geborgene Keramik lässt auf eine vorgeschichtliche Anlage schließen. Großfurra wurde im 9. Jahrhundert erstmals urkundlich erwähnt.

1198 wurde ein landgräflicher Ministeriale von Großfurra genannt.
Im Jahr 1322 übertrug Landgraf Friedrich von Thüringen das Kirchenpatronat an die Zisterzienserinnen des Klosters Großballhausen, die daraufhin hierher übersiedelten und das Kloster Großfurra gründete. Im Rahmen der Reformation wurde das Kloster im November 1536 aufgehoben. Großfurra gehörte bis 1815 als Exklave zum kursächsischen Amt Weißensee und kam infolge des Wiener Kongresses zur Unterherrschaft des Fürstentums Schwarzburg-Sondershausen, dem der Ort bis 1918 angehörte.
Schloss und Rittergut Großfurra wurden 1945 entschädigungslos enteignet.
Der Ort Großfurra erlebte im Herbst 1945 mit Neuheide die Gründung der ersten Neubauernsiedlung Deutschlands nach dem Zweiten Weltkrieg. Ein Denkmal mit der propagandistischen Losung „Junkerland in Bauernhand“ (siehe Bodenreform in der Sowjetischen Besatzungszone) wurde 1965 im Zentrum der Siedlung Neuheide errichtet. Die Bezirksleitung Erfurt der SED wurde angewiesen, den Ort als ein Denkmalensemble für den sozialistischen Neuanfang in Deutschland zu bewahren. Dies hatte für die damaligen Bewohner der 30 Neubauernhäuser fatale Folgen, denn der Umbau dieser Häuser oder technische Verbesserungen wurden stets abgelehnt. Der im Wesentlichen aus Abbruchmaterial und Restbeständen errichtete Siedlungskomplex wurde nach einem von Hermann Henselmann, damals  Hochschule für Baukunst und Bildende Künste zu Weimar, entworfenen Plan gestaltet. Beim Bau wurde der 1945 von Henselmann entworfene Haustyp „Thüringen“ verwendet. In dem am traditionellen Fachwerkbau orientierten Gebäude befinden sich Wohnung, Stall und Scheune unter einem gemeinsamen Dach. Der Wohnbereich liegt an der Straßenfront, das Erdgeschoss besitzt die Wohnküche, den Hauptwohnraum und einen Flur mit Treppenaufgang zu den Schlafräumen im Dachgeschoss. Den Stall erreicht man durch Futterküche, er bot maximal Platz für vier Rinder, Jungvieh und zwei Schweine. Der Scheunentrakt besitzt ein großes Tor auf der Stirnseite.

## Verkehr
In Großfurra gibt es einen Haltepunkt an der Bahnstrecke Wolkramshausen–Erfurt.

## Kultur und Sehenswürdigkeiten

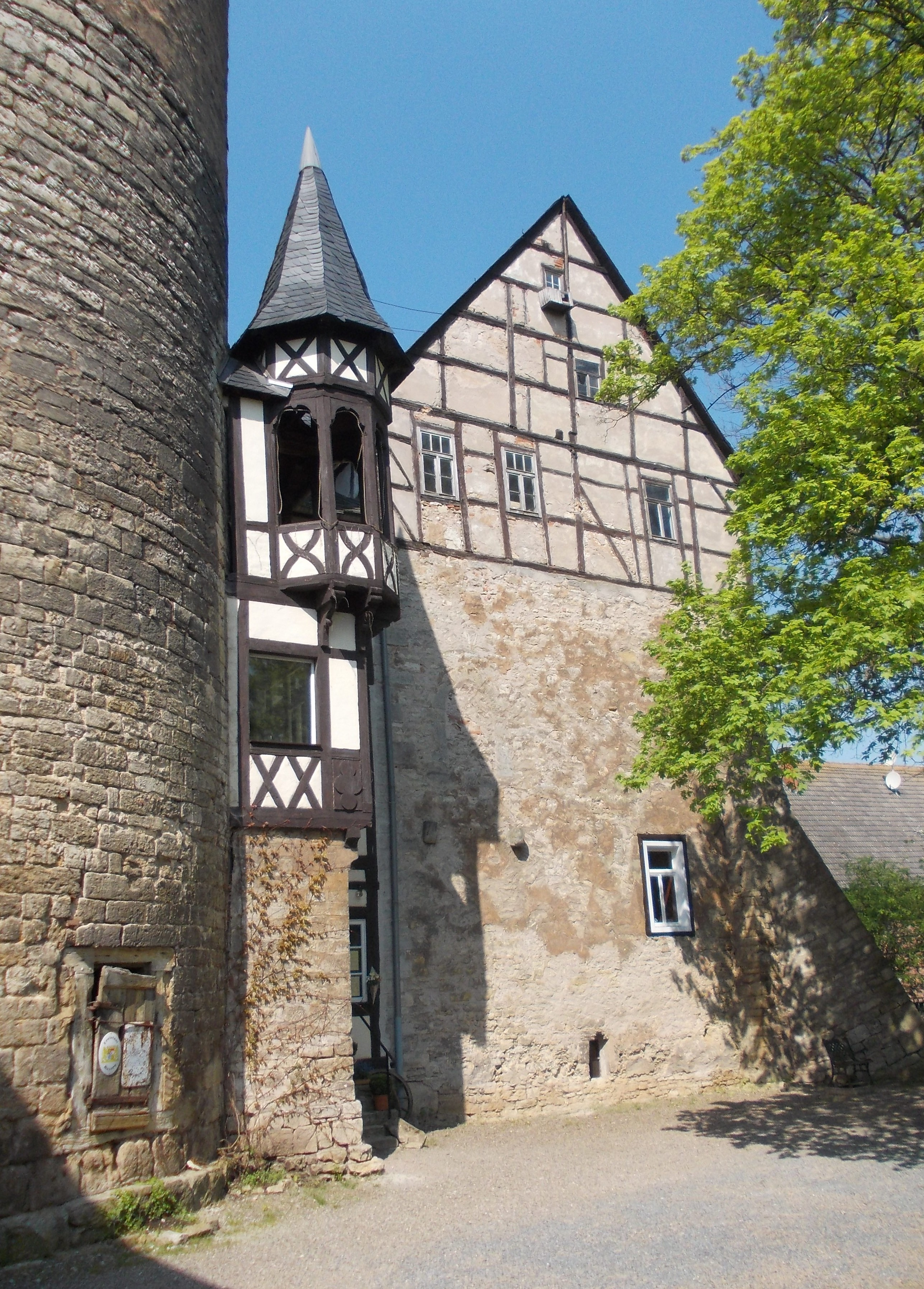
Schloss Großfurra

Die St.-Bonifatius-Kirche stammt aus der romanischen Zeit, also aus der Zeit vom 11. bis zum 13. Jahrhundert. Von den Gebäuden des Klosters Großfurra an der Kirche ist nur noch der Bonifatius-Brunnen erhalten.
Das Schloss mit seinem massig wirkenden Turm liegt in der Mitte des Ortes. Das ehemalige Wohn- und Wirtschaftsgebäude, auch das Schloss genannt, besteht aus zwei Flügeln, von denen der südliche und kleinere erst vor ca. 270–280 Jahren von General Ludwig Heinrich von Wurmb erbaut wurde.

## Söhne und Töchter des Ortes
- Georg Ludwig Agricola (1643–1676), Musiker
- Ernst August Hörning (* 1809), deutscher Schauspieler und Politiker
- Günther von Oetinger (1821–1881), preußischer Generalmajor
- Emil Künoldt (1850–1920), Lehrer und Seminardirektor
- Oskar Eichhorn (1862–1936), Kriegsschiffsbauer und Hochschullehrer
- Gerd Köthe (1943–2014), Musikproduzent und Komponist